# انتخابات الرئاسة الإندونيسية 1999
انتخابات الرئاسة الإندونيسية 1999 هي الانتخابات الرئاسية التي جرت في 20 أكتوبر 1999، في إندونيسيا، فاز بالانتخابات عبد الرحمن وحيد.